# Jacobaea gibbosa
Il senecione gibboso (nome scientifico Jacobaea gibbosa (Guss.) B.Nord. & Greuter ], 2006) è una specie di pianta angiosperma dicotiledone della famiglia delle Asteraceae (sottofamiglia Asteroideae).

## Etimologia
Il nome generico (Jacobaea) potrebbe derivare da due fonti possibili: (1) da San Giacomo (o Jacobus); oppure (2) in riferimento all'isola di Santiago (Capo Verde). L'epiteto specifico (gibbosa) significa “rigonfia” (probabilmente dato per le gibbosità basali delle brattee involucrali).

Il binomio scientifico attualmente accettato (Jacobaea gibbosa) è stato proposto prima dal botanico italiano Giovanni Gussone (1787 - 1866) e poi perfezionato dai botanici Rune Bertil Nordenstam (1936-) e Werner Rodolfo Greuter (1938 -) nella pubblicazione ”Willdenowia. Mitteilungen aus dem Botanischen Garten und Museum Berlin-Dahlem. Berlino-Dahlem” del 2006.

## Descrizione

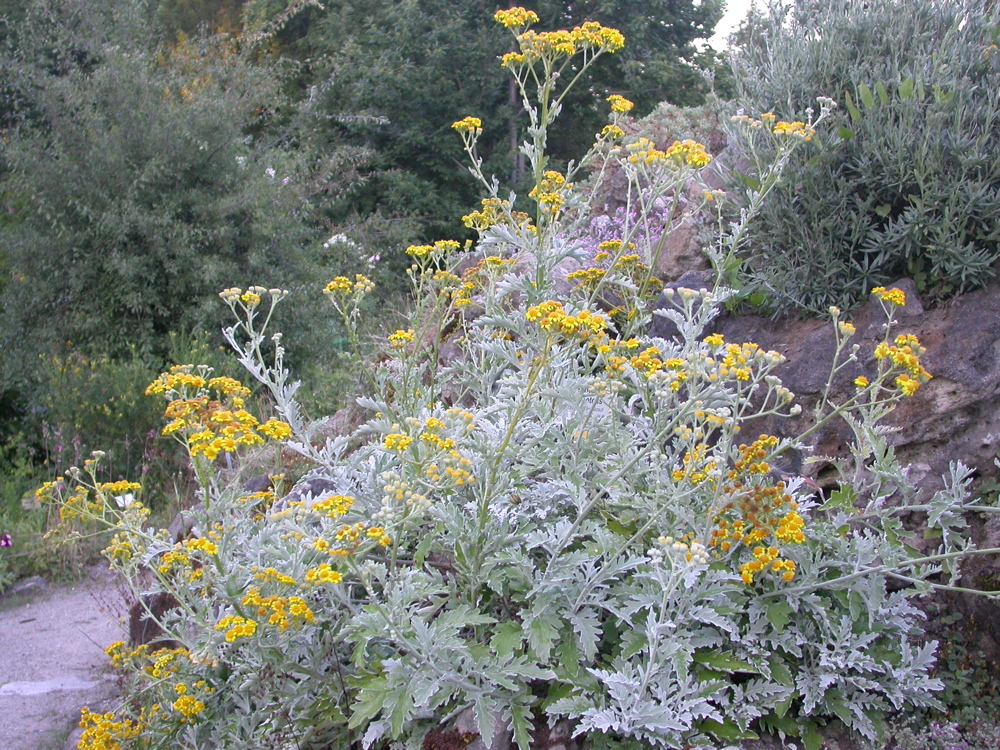
Il portamento

Habitus. L'altezza di queste piante varia da 3 a 6 dm. La forma biologica è camefita suffruticosa (Ch suffr), ossia sono piante legnose alla base, con gemme svernanti poste ad un'altezza dal suolo tra i 2 ed i 30 cm. Le porzioni erbacee seccano annualmente e rimangono in vita soltanto le parti legnose. Queste piante possiedono al loro interno delle sostanze chimiche quali i lattoni sesquiterpenici e alcaloidi pirrolizidinici
Radici. Le radici sono avventizie da rizoma.
Fusto. 
- Parte ipogea: la parte sotterranea consiste in un breve rizoma.
- Parte epigea: la parte aerea del fusto è eretta, robusta con portamento cespuglioso (è molto ramificata); alla base è legnosa. La superficie del fusto è bianco-tomentosa.

Foglie. Le foglie si possono distinguere in basali e cauline. Il contorno della lamina delle foglie inferiori è triangolare (dimensioni: larghezza 8 cm; lunghezza 15 cm). In tutti i casi la lamina è profondamente incisa (in modo diverso a seconda che siano basali o apicali) e si presenta con più o meno 5 lacinie lineari o lanceolate per lato e un segmento apicale dalle dimensioni di 4 x 6 cm a forma lobata o tripartita. La consistenza è grassetta e coriacea. Il colore è bianco niveo nella pagina inferiore e cenerino-farinoso (o verde scuro) in quella superiore. Le foglie lungo il fusto sono picciolate a disposizione alterna e con dimensioni minori ma simili nella forma.
Infiorescenza.  La sinflorescenza è formata da diversi capolini in formazione di ampi e densi corimbi a volte circondati da rami laterali. La struttura dei capolini (l'infiorescenza vera e propria) è quella tipica delle Asteraceae: un peduncolo sorregge un involucro cilindrico composto da più brattee disposte su un unico rango e tutte uguali fra loro, che fanno da protezione al ricettacolo più o meno piano e nudo (senza pagliette) sul quale s'inseriscono due tipi di fiori: quelli esterni ligulati gialli e quelli interni tubulosi di colore giallo aranciato. Alla base dell'involucro possono essere presenti alcune squame minori (da 1 a 3); mentre le squame interne sono glabre e alla base sono ingrossate in una gobba. Diametro dei capolini: 10 – 15 mm. Diametro dell'involucro: 5 – 6 mm. Lunghezza delle squame: 4 – 5 mm.
Fiori.  I fiori sono tetra-ciclici (formati cioè da 4 verticilli: calice – corolla – androceo – gineceo) e pentameri (calice e corolla formati da 5 elementi). Sono inoltre ermafroditi, più precisamente i fiori del raggio (quelli ligulati e zigomorfi) sono femminili; mentre quelli del disco centrale (tubulosi e actinomorfi) sono bisessuali o a volte funzionalmente maschili.
- Formula fiorale:

*/x K {\displaystyle \infty }, [C (5), A (5)], G 2 (infero), achenio
- Calice: i sepali del calice sono ridotti ad una coroncina di squame.
- Corolla: nella parte inferiore i petali della corolla sono saldati insieme e formano un tubo. In particolare le corolle dei fiori del disco centrale (tubulosi) terminano con delle fauci dilatate a raggiera con cinque lobi. I lobi possono avere una forma da deltoide a triangolare-ovata. Nella corolla dei fiori periferici (ligulati) il tubo si trasforma in un prolungamento da nastriforme o ligulato a filiforme o allargato, terminante più o meno con cinque dentelli. Il colore delle corolle è giallo. Lunghezza dei fiori ligulati: 7 – 8 mm.
- Androceo: gli stami sono 5 con dei filamenti liberi. La parte basale del collare dei filamenti può essere dilatata. Le antere invece sono saldate fra di loro e formano un manicotto che circonda lo stilo. Le antere sono senza coda ("ecaudate"); a volte sono presenti delle appendici apicali che possono avere varie forme (principalmente lanceolate). La struttura delle antere è di tipo tetrasporangiato, raramente sono bisporangiate. Il tessuto endoteciale è radiale o polarizzato. Il polline è tricolporato (tipo "helianthoid").[15]
- Gineceo: lo stilo è biforcato con due stigmi nella parte apicale. Gli stigmi sono sub-cilindrici, troncati e con un ciuffo di peli alla sommità.  Le superfici stigmatiche (i recettori del polline) sono separate.[6]  L'ovario è infero uniloculare formato da 2 carpelli.
- Antesi: da giugno a luglio.

Frutti. I frutti sono degli acheni con pappo. La forma degli acheni è ellittico-oblunga oppure strettamente oblunga; la superficie è percorsa da diverse coste longitudinali e può essere glabra o talvolta pubescente. Possono essere presenti delle ali o degli ispessimenti marginali. Non sempre il carpoforo è distinguibile. Il pappo (persistente o caduco) è formato da numerose setole snelle, bianche disposte in serie multiple.

## Biologia
Impollinazione: l'impollinazione avviene tramite insetti (impollinazione entomogama tramite farfalle diurne e notturne).
Riproduzione: la fecondazione avviene fondamentalmente tramite l'impollinazione dei fiori (vedi sopra).
Dispersione: i semi (gli acheni) cadendo a terra sono successivamente dispersi soprattutto da insetti tipo formiche (disseminazione mirmecoria). In questo tipo di piante avviene anche un altro tipo di dispersione: zoocoria. Infatti gli uncini delle brattee dell'involucro (se presenti) si agganciano ai peli degli animali di passaggio disperdendo così anche su lunghe distanze i semi della pianta. Inoltre per merito del pappo il vento può trasportare i semi anche a distanza di alcuni chilometri (disseminazione anemocora).

## Distribuzione e habitat

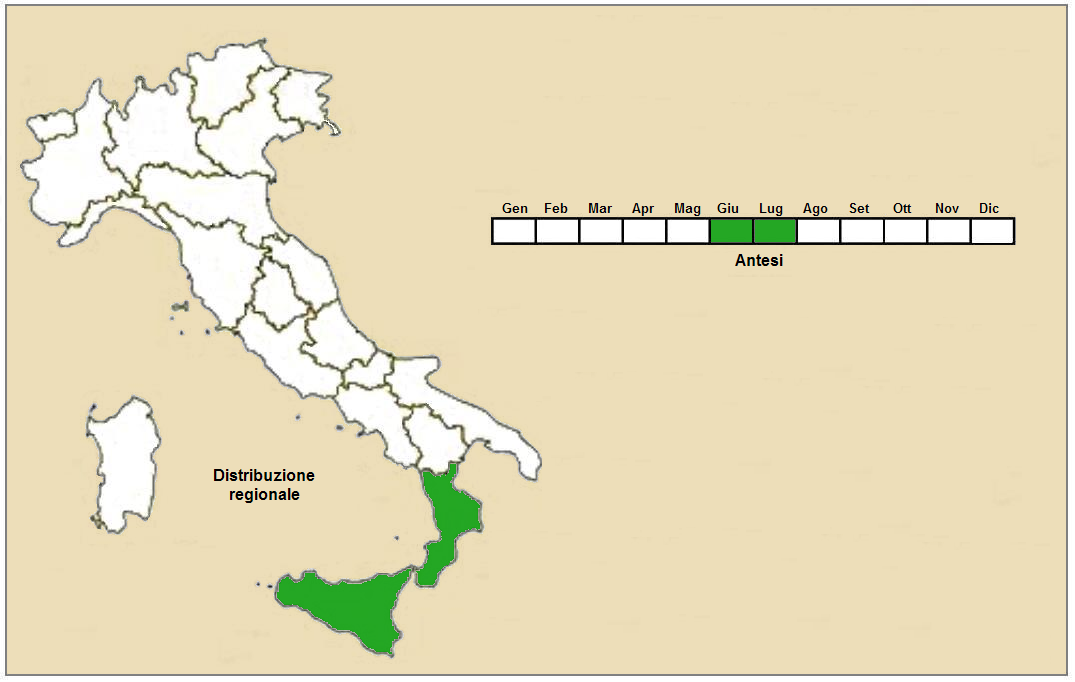
Distribuzione della specie
(Distribuzione regionale)

Geoelemento: il tipo corologico (area di origine) è Endemico.
Distribuzione: è una specie distribuita in tutta l'Europa meridionale (e naturalizzata nell'America del Nord). In Italia è distribuita in Calabria (nella zona di Palmi risulta specie protetta) e Sicilia.
Habitat:  l'habitat tipico di questa specie sono i luoghi marini rocciosi; si trova facilmente su pietraie e muretti.

## Tassonomia
La famiglia di appartenenza di questa voce (Asteraceae o Compositae, nomen conservandum) probabilmente originaria del Sudamerica, è la più numerosa del mondo vegetale, comprende oltre 23.000 specie distribuite su 1.535 generi, oppure 22.750 specie e 1.530 generi secondo altre fonti (una delle checklist più aggiornata elenca fino a 1.679 generi). La famiglia attualmente (2021) è divisa in 16 sottofamiglie; la sottofamiglia Asteroideae è una di queste e rappresenta l'evoluzione più recente di tutta la famiglia.

### Filogenesi
Il genere di questa voce appartiene alla sottotribù Senecioninae della tribù Senecioneae (una delle 21 tribù della sottofamiglia Asteroideae). La struttura della sottotribù è molto complessa e articolata (è la più numerosa della tribù con oltre 1.200 specie distribuite su un centinaio di generi) e al suo interno sono raccolti molti sottogruppi caratteristici le cui analisi sono ancora da completare. Il genere di questa voce, insieme al genere Bethencourtia, forma un "gruppo fratello" e si trova, da un punto di vista filogenetico, in una posizione abbastanza centrale della sottotribù.
I caratteri distintivi per le specie del genere  Jacobaea sono:
- caratteristico è il rivestimento con peli sottili, sinuosi formanti un feltro compatto;
- alcune brattee dell'involucro inferiore (chiamato anche calice dell'involucro) solo più lunghe di quelle interne.

Nell'ambito della flora spontanea italiana J. gibbosa fa parte del "Complesso di Jacobaea maritima" comprendente la specie:
- Jacobaea ambigua (Biv.) Pelser & Veldkamp
- Jacobaea candida  (C.Presl) B.Nord. & Greuter
- Jacobaea gibbosa  (Guss.) B.Nord. & Greuter
- Jacobaea maritima  (L.) Pelser & Meijden

Questo gruppo è caratterizzato da portamenti suffrutici sempreverdi alti da 2 a10 dm con pelosità più o meno bianco-tomentosa, da foglie a consistenza grassetta e forme da pennatosette a lobate, da sinflorescenze formate da ricchi capolini piccoli e con fiori gialli. L'habitat varia da aree marittime a quelle montano-vulcaniche; in generale è un ambiente limitato alle zone più calde del bacino Mediterraneo.
La specie  J. bibbosa è individuata dai seguenti caratteri specifici:
- le brattee dell'involucro sono glabre e con un ingrossamento basale.

Il numero cromosomico di J. gibbosa è: 2n = 40

### Specie simili

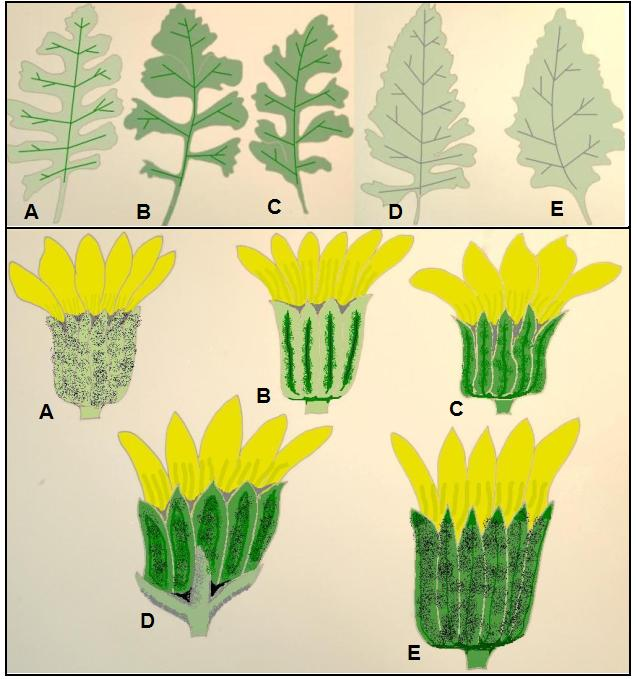
Foglie e involucro di A) J. maritima; B) J. maritima subsp bicolor; C) J. gibbosa ; D) J. lycopifolia; E) J. ambigua (da Pignatti)

I “senecioni” (almeno quelli della flora spontanea italiana) non sono molto dissimili uno dall'altro. La Jacobaea maritima si distingue soprattutto per il suo habitus bianco-tomentoso. Altri senecioni hanno le foglie simili (tomentose color cinereo) come la Jacobaea incana (ma è molto più basso e vive a quote più alte), oppure la Jacobaea persoonii (si trova solo nel Cuneese) oppure la Jacobaea uniflora (le foglie sono intere e lineari)  oppure il Senecio gallicus (è distribuito nelle Alpi centro-orientali).
Più difficile è il riconoscimento delle specie del "Gruppo di J. maritima". Il disegno a lato sia delle foglie che dell'involucro possono aiutare l'identificazione delle varie entità.

## Usi

### Farmacia
Questa pianta in generale contiene alcaloidi pirrolizidinici che sono molto tossici per il fegato. La medicina popolare per il Senecio cinerario riconosce la seguente proprietà: oftalmica (facilità il flusso del sangue agli occhi e quindi rafforza la resistenza alle infezioni).

### Giardinaggio
La specie di questa voce è in coltivazione nei giardini europei fin dal 1563. Ad esempio era presente nel giardino botanico del medico e anatomista italiano Andrea Cesalpino (1519 – 1603).
Necessita di un'esposizione in pieno sole, predilige i terreni ben drenati, sabbiosi o a scheletro prevalente (pietrosi). Tollera bene la siccità e la salinità (sia del terreno che per aerosol marino). Esistono molte cultivar utilizzate a scopo ornamentale, esse sono selezionate in base al colore e alla dimensione di foglie e fiori.